# Anadoridoidea
Anadoridoidea è una superfamiglia di molluschi nudibranchi.

## Famiglie
- Corambidae
- Goniodorididae
- Rhodopidae